# Miklós Bonczos
Miklós Bonczos (en húngaro: Bonczos Miklós; Nagyszalonta, Reino de Hungría, Austria-Hungría; 16 de septiembre de 1897 - Buenos Aires, Argentina; 16 de agosto de 1971) fue ministro del Interior del Segundo Reino de Hungría, diputado del Parlamento y főispán.

## Biografía

### Familia y juventud
Nació en una familia reformada en Nagyszalonta. Los antepasados de su padre, llamado también Miklós Bonczos, fueron ennoblecidos en 1625 por Gabriel Bethlen, príncipe de Transilvania, como recompensa por haber defendido esa misma ciudad, la cual actualmente forma parte de Rumania.

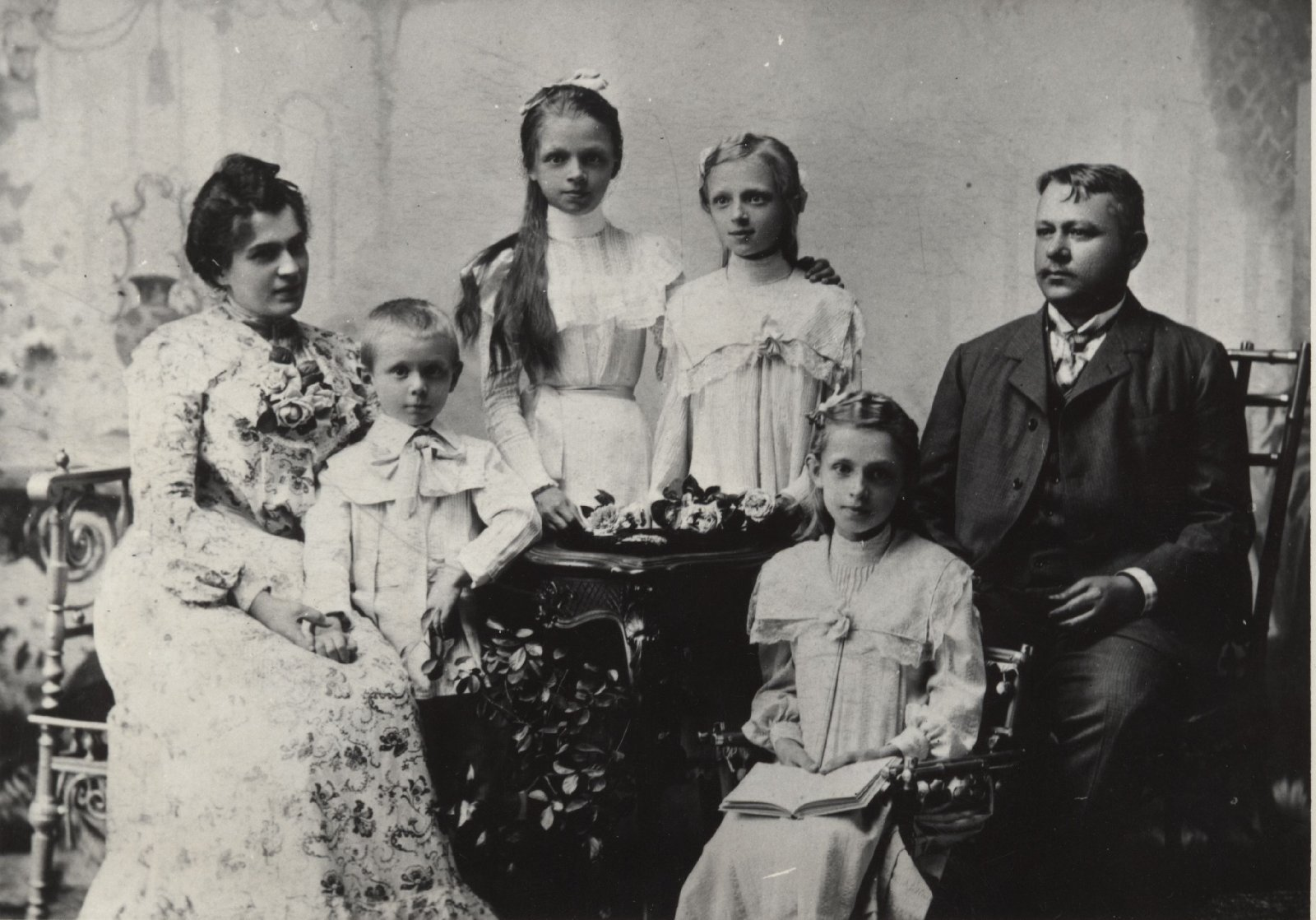
Miklós Bonczos (hijo) segundo desde la izquierda junto a su familia hacia 1905.

Bonczos padre tuvo con su primera esposa tres hijas: Irén, Margit e Ilona. Tras enviudar, contrajo matrimonio nuevamente con Eszter Litteráti Végh, también proveniente de la nobleza menor y hermana del pastor Litteráti Végh József. De esta última unión nació Miklós en 1897, y más tarde —ya en Szentes- Erzsébet como quinta hija en 1911.
La familia se mudó a Szentes a principios del siglo XX, donde Bonczos padre se desempeñó como registrador de tierras municipal. Por otra parte, Margit y Erzsébet fueron maestras en la escuela primaria calvinista local e Ilona actuó como funcionaria municipal.
Entre 1907 y 1915, Miklós fue alumno del Gymnazium Estatal Real Húngaro de Szentes, donde fue compañero de István Bugyi, futuro cirujano y director de hospital galardonado con el Premio Kossuth. Incluso ya durante la estadía de Bonczos en Argentina, mantuvieron correspondencia como lo demuestran las cartas conservadas en los archivos de Bugyi. Aunque sus ideas políticas luego divergieron significativamente, esto no impidió que mantuvieran su amistad y una estima mutua duradera.

### Carrera militar
Desde la niñez se preparó para la carrera militar. Tras aprobar el bachillerato durante la Gran Guerra, asistió a un curso de pocos meses en la Academia Ludovika, donde se graduó como subteniente. Durante diez años sirvió como oficial activo en el Ejército Real Húngaro.
Participó en la Primera Guerra Mundial tanto en el frente italiano como en el ruso, accionar por el que fue condecorado. Ya con el rango de capitán, regresó gravemente herido del frente y el gobernador José Habsburgo lo nombró vitéz (valeroso) por sus méritos militares, otorgándole la Medalla al Valor.
Tras la guerra, y luego de la caída de la República Soviética Húngara, sirvió en altos mandos y más tarde en el Ministerio de Defensa. Al simultáneo, continuó sus estudios, obtuvo su título en Derecho y aprobó los exámenes unificados de juez y abogado en la Universidad Eötvös Loránd de Budapest. En 1925, se retiró del servicio militar y abrió un estudio jurídico en Szentes.

### Carrera política
Ingresó en la vida política en 1926 como partidario de la política de Gyula Gömbös. Trabajó en la comisión administrativa del condado de Csongrád, en el consejo reducido y en el concejo municipal de Szentes. También participó activamente en la vida pública tanto del condado rural como de la ciudad.
En 1933, fue elegido fiscal jefe del condado de Csongrád. Para entonces ya era una de las figuras más influyentes del ámbito político local. Desde 1933, primero como vicepresidente del partido y luego como presidente del mismo en el condado, dirigió la organización del Partido de la Unidad Nacional en Csongrád.
En 1936 se fundó con su apoyo el grupo scout n.º 595 «Bethlen Gábor», que tres años después se haría famoso como grupo de aviación scout con sus propios aviones, cuyo comandante fue el capitán de gendarmería Kamilló Bogyay. En mayo de 1939, el primer ministro Pablo Teleki inauguró los nuevos planeadores.
En 1937, asumió la jefatura del condado de Csongrád. En su gestión como főispán lo guió una gran sensibilidad social, que caracterizaría toda su carrera pública. Se ocupó, además, de los problemas socio-agrarios y publicó varios ensayos y trabajos en materia de política social. Para estudiar la situación social de los trabajadores agrícolas, realizó un extenso viaje de estudios a Alemania.
Entre 14 de diciembre de 1938 y 14 de julio de 1942 fue comisario gubernamental nacional para la protección contra inundaciones y asistencia a refugiados, y secretario de Estado del Ministerio del Interior. Su trabajo estaba entonces orientado a aliviar los problemas sociales a nivel nacional. Sobre el mismo, destaca un discurso navideño pronunciado en Szentes en 1939:

... combatir la pobreza y la miseria no es tarea de individuos, sino del Estado, del poder estatal, de la sociedad, del gobierno; pero también es deber de las capas pobres y desfavorecidas del pueblo, que deben contribuir a resolver esta situación.

A partir de 1939, organizó la Fundación Nacional para la Protección del Pueblo y la Familia, bajo cuyo marco se lanzó un programa de construcción de viviendas para familias numerosas y pobres. Comenzando en 1941, las primeras casas se construyeron en Szentes al final de la actual calle Dr. Berényi Imre, y en Lapistó, a unos 13 km. En octubre de 1943 se fundó Fábiánsebestyén como pueblo modelo de la Fundación con 200 casas, escuela e iglesia.
En 1939, fue elegido miembro del Parlamento. En las elecciones generales, se presentó en la circunscripción uninominal de Szentes y además encabezó las listas del Partido de la Vida Húngara tanto del condado de Csongrád como de Hódmezővásárhely. Fue elegido por unanimidad en Szentes y sin oposición en Csongrád, pero obtuvo su mayor éxito en Hódmezővásárhely, donde su lista superó a las de tres partidos opositores y obtuvo ambos escaños de la ciudad.
En mayo de 1940, fue propuesto como ciudadano ilustre de Szentes, honor que rechazó cortésmente, aunque continuó trabajando intensamente por su región natal. Ese mismo otoño, asistió a la colocación de la piedra fundamental del dispensario para tuberculosos de Szentes y a la inauguración de la Escuela de Economía Invernal.
El 5 de julio de 1941, su ciudad natal Nagyszalonta, que había sido reincorporada a Hungría, lo nombró su primer ciudadano ilustre en una asamblea solemne.
Del 14 de julio de 1942 al 7 de agosto de 1944, fue secretario de Estado de Justicia y hasta el 12 de octubre de 1944 Ministro del Interior de Hungría en el gobierno de Géza Lakatos. Durante la guerra, siempre se alineó con la propaganda oficial de la época:

La verdad, la justicia y la equidad están del lado de las potencias del Eje. Nos sentimos un solo cuerpo con los alemanes y los italianos. No solo luchamos junto a ellos, sino que consideramos esta guerra como nuestra propia causa, y con todas nuestras fuerzas morales, intelectuales, materiales y físicas marchamos con ellos y con los demás países aliados hacia la victoria segura. Nos llena una fe inquebrantable, confianza absoluta y optimismo firme.

### Emigración y últimos años
En diciembre de 1944 abandonó Hungría y se estableció en Argentina, donde trabajó hasta 1948 como representante de empresas húngaras. Desde 1965 hasta 1970, se desempeñó como presidente del Comité Transilvano de Argentina.
En marzo de 1971, sufrió una hemorragia cerebral, y tras una enfermedad que duró medio año, falleció en Buenos Aires el 16 de agosto de 1971.

## Legado
Su bisnieta, la pintora argentina Carolina Mitchell, abordó la historia de Bonczos en una disertación del año 2010 en el Instituto Balassi de Budapest. Este trabajo llamó la atención de Anikó Nagy, quien en ese momento estaba filmando con Duna TV. En 2013, tuvieron la oportunidad de postularse a una convocatoria para producir una película en la que recorren los lugares significativos de su vida, incluyendo Szentes y Fábiánsebestyén. La película fue transmitida el miércoles 12 de noviembre de 2014 de 15:00 a 15:55 en Duna TV.
Con motivo del 45.º aniversario de su fallecimiento y el 75.º aniversario de la construcción de las primeras casas de la Fundación, Bonczos fue recordado por el editor-reportero Gyula Csorba y el informático-bibliotecario Ferenc Tímár en el programa ≪Calendario≫ de Szentes TV emitido el 2 de septiembre de 2016.